# Molekulski kristal
Osnovni gradniki molekulskih kristalov so molekule, med katerimi delujejo molekulske vezi. Tako vrsto kristalov najdemo v večini organskih spojin (več kot 90%).

Primer: Sladkor (C12H22O11), halogeni (I2), dušik(N2), kisik (O2), voda (H2O), amonijak (NH3), ogljikov dioksid (CO2), ogljikovodiki (metan, bencin, petrolej,...), alkoholi.

## Lastnosti
- Molekulski kristali so neobstojni (molekulske vezi so šibke).
- Ne prevajajo električnega toka (niti talina niti vodna raztopina).
- Imajo nizka tališča
- Nekateri sublimirajo (jod)
- Lahko drobljivi